# Richard Wilson (peintre)
Pour les articles homonymes, voir Richard Wilson et Wilson.
Richard Wilson (1er août 1713 - 15 mai 1782) est un peintre paysagiste britannique d'origine galloise. Il est l'un des premiers paysagistes de l'école anglaise de peinture, avec William Bellers, Thomas Smith of Derby et George Lambert.

## Biographie
Né dans le comté de Montgomery d'un père clergyman, Richard Wilson se forme sous la direction d'un certain Thomas Wright, à Londres vers 1729, devient portraitiste puis voyage en Italie entre 1750 et 1754 et est remarqué par Francesco Zuccarelli et Joseph Vernet pour ses études de paysages. Il débute à l'exposition de Londres, et est nommé membre de la Royal Academy en 1768. Devenu bibliothécaire de cet organisme en 1776, blessé par l'incompréhension du public, il ne rencontre le succès qu'après sa mort et reste l'une des grandes influences de John Constable et Turner.
Son style, influencé comme beaucoup par Claude Gellée (dit « le Lorrain ») et par l'école paysagiste flamande, puis s'affirmant non sans singularité, lui valut le surnom de « Claude Lorrain de l'Angleterre ».

## Œuvre
- Saint Pierre de Rome et le Vatican vus du Janiculum (vers 1753), huile sur toile, 100 × 39 cm, Tate Britain, Londres[3]
- Llyn-y-Cau, Cader Idris (exposé en 1774), huile sur toile, 51 × 73 cm, Tate Britain, Londres[4]
- Vue du Windsor Great Park, huile sur toile, 107 × 140 cm Musée national de Cardiff[5]

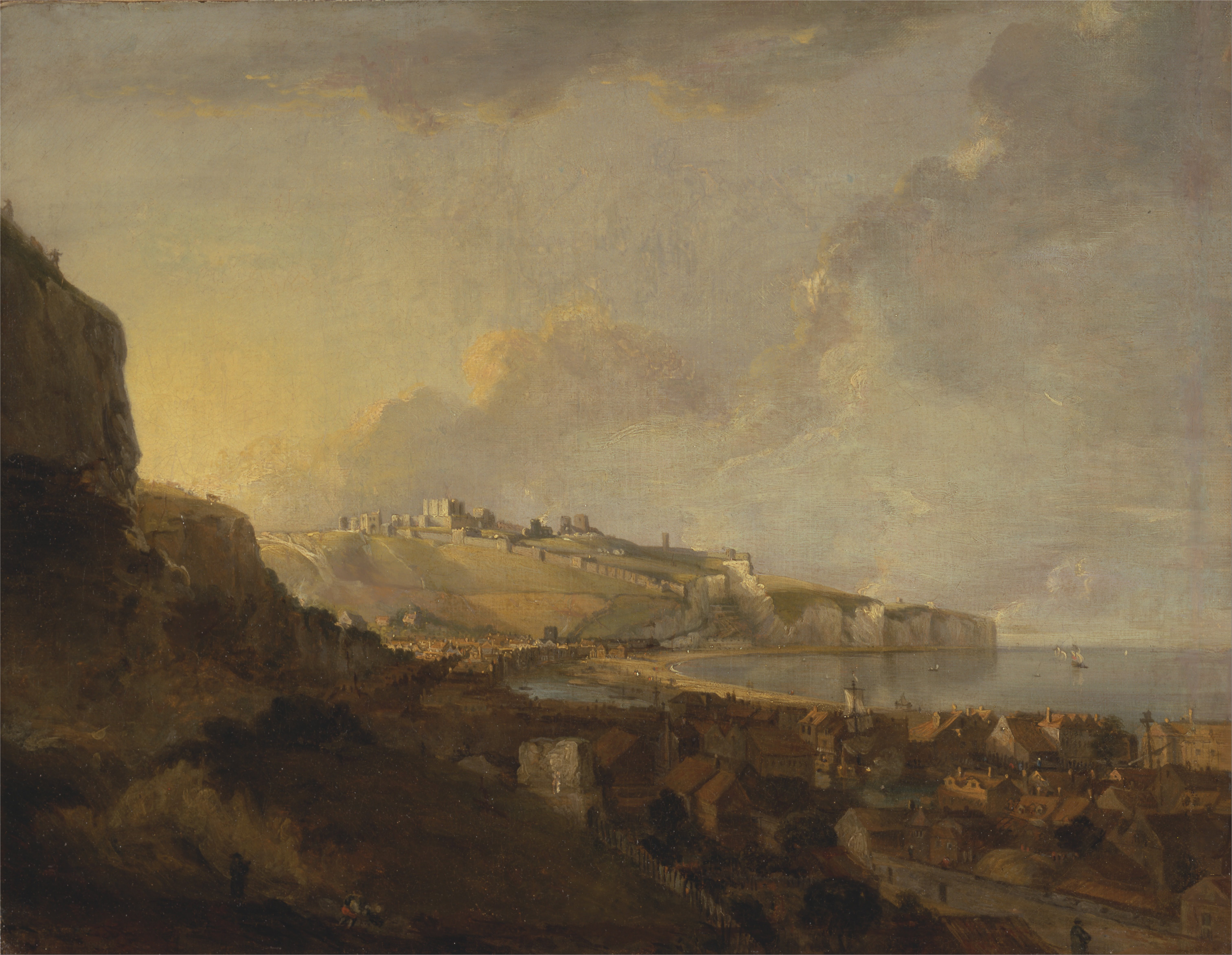
Douvres (vers 1746-47), huile sur toile, Centre d'art britannique de Yale.
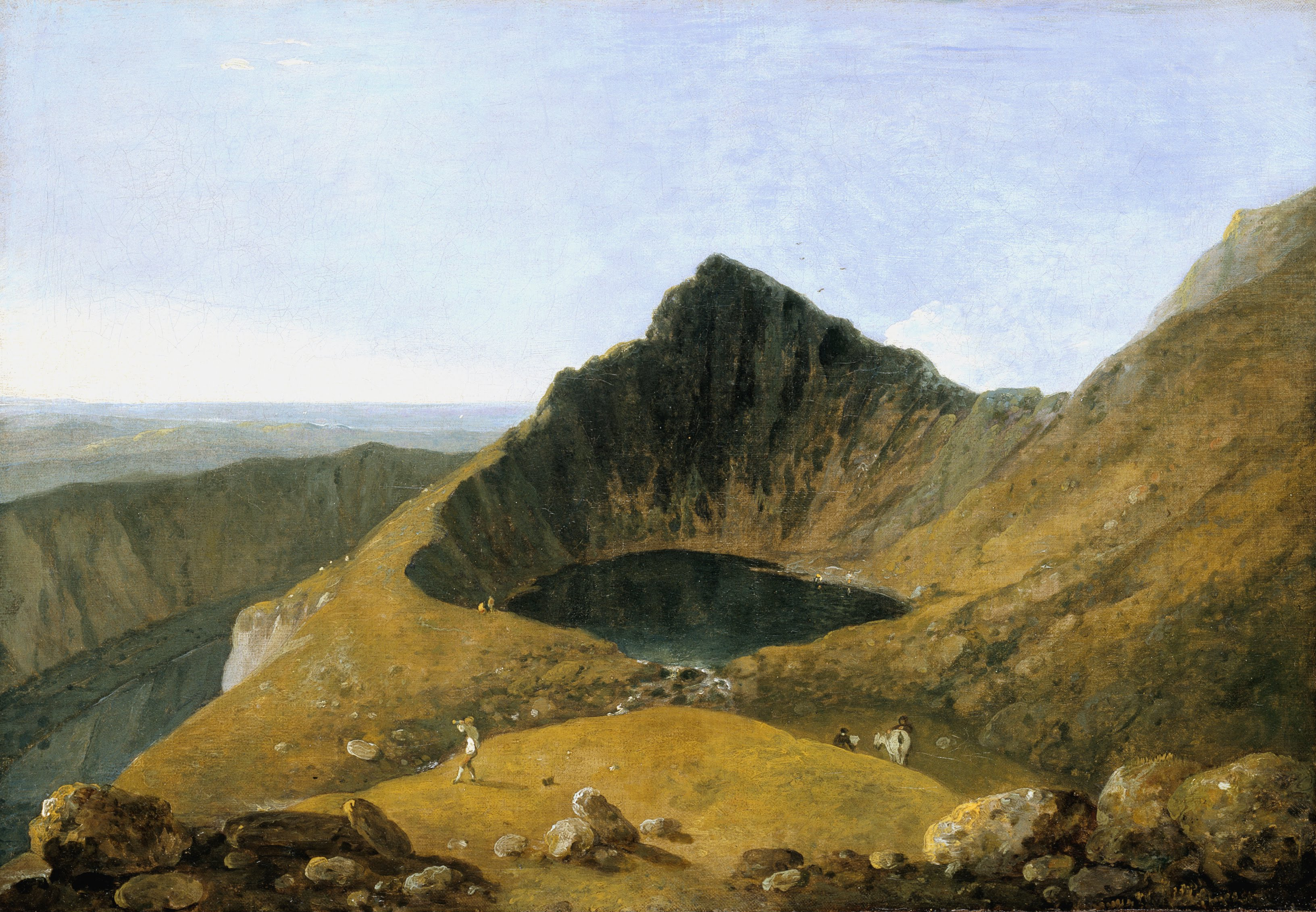
Llyn-y-Cau, Cader Idris (vers 1760-63) Tate Britain